# Inigo Jones
Inigo Jones (Londen, 15 juli 1573 - aldaar, 21 juni 1652) wordt gezien als de eerste belangrijke Engelse architect. Hij heeft ook invloed gehad op ontwerpen voor het theater.
Er is maar weinig bekend over zijn vroege jaren, maar aan het eind van de 16e eeuw was hij een van de eerste Engelsen die architectuur studeerden in Italië. Zijn werk vertoont vanaf die tijd een sterke invloed van met name Andrea Palladio en behoort daarom tot het palladianisme. 
De bekendste gebouwen die hij ontwierp zijn de Queen's House in Greenwich uit 1616 (het vroegste nog bestaande werk), en de Banqueting Hall in het Palace of Whitehall uit 1622. Deze laatste heeft een plafond dat is beschilderd door Peter Paul Rubens.
Naast zijn architectuur deed Jones veel werk op het gebied van toneelontwerp. Hij ontwierp kostuums voor een aantal masques van Ben Jonson, en de twee hadden beroemde ruzies over de vraag of in het theater nu het toneelontwerp of de literatuur belangrijker was. Jones wordt ook gezien als degene die bewegende sets introduceerde in het Engelse theater. 
Zijn carrière eindigde door het begin van de Engelse Burgeroorlog in 1642. Hij beïnvloedde het werk van verschillende architecten uit de 18e eeuw, met name Lord Burlington en William Kent.

## Galerij

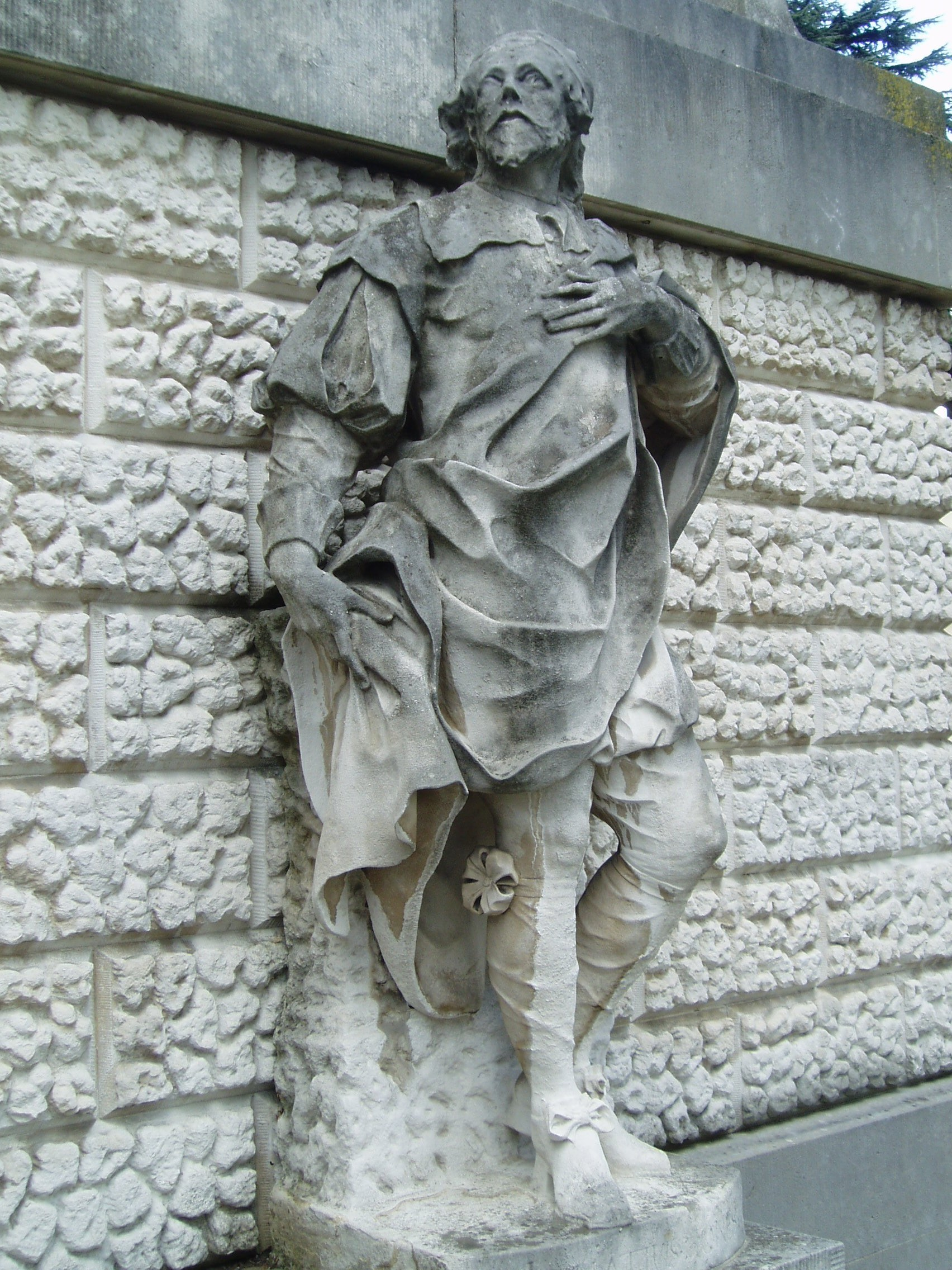
Inigo Jones, door John Michael Rysbrack, Chiswick House, Londen
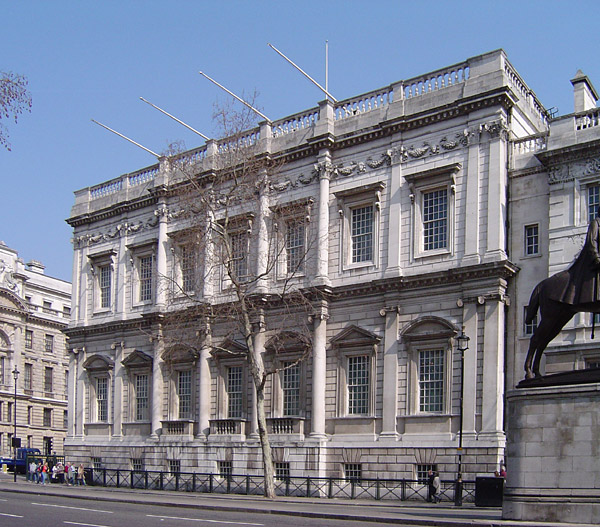
Banqueting Hall in Londen

## Trivia
De naam van hoofdpersoon Inni Wintrop uit het boek Rituelen van Cees Nooteboom is gebaseerd op Inigo Jones.
- Bibsys: 90072987
- Biblioteca Nacional de España: XX982476
- Bibliothèque nationale de France: cb11937918q (data)
- Catàleg d'autoritats de noms i títols de Catalunya: 981058516907006706
- CiNii: DA03621751
- Gemeinsame Normdatei: 118776371
- International Standard Name Identifier: 0000 0001 2137 1968
- Library of Congress Control Number: n79045469
- Nationale Bibliotheek van Letland: 000015650
- Nationale Bibliotheek van Tsjechië: xx0156611
- Nationale bibliotheek van Australië: 35252392
- Nationale Bibliotheek van Israël: 987007278317805171
- Nationale Bibliotheek van Polen: a0000002298239
- Nederlandse Thesaurus van Auteursnamen: 068318782
- RKD-Nederlands Instituut voor Kunstgeschiedenis: 42548
- Istituto Centrale per il Catalogo Unico: VEAV026286
- LIBRIS: 191901
- SNAC: w65b054p
- Système universitaire de documentation: 02730874X
- Trove: 882949
- Union List of Artist Names: 500014160
- Virtual International Authority File: 66475425
- WorldCat: E39PBJth8VJRKbBp6cGWHJVKVC